# Журнал політичної філософії
Журнал політичної філософії ( ориг.Journal of Political Philosophy )— щоквартальний рецензований академічний журнал, який охоплює всі аспекти політичної філософії .
Журнал почав суперечку, коли опублікував три статті про життя темношкірих, кожну з яких написали білі вчені, які раніше були представлені на конференції з цієї теми.  Суперечка почалася, коли професор Єльського університету Крістофер Леброн опублікував «відкритий лист», у якому критикував журнал за те, що він не включив до симпозіуму «філософів кольору».  Після цього Леброн наголошував, що до того моменту у журналі не було опубліковано жодної статті про расу з моменту початку руху Black Lives Matter, і також не було опубліковано жодної роботи "філософа кольору" з часу заснування видання. Організатори конференції вказали, що вони запрошували "філософів кольору" взяти участь у симпозіумі, але жоден із них не прийняв цю пропозицію. Деякі зазначали, що Journal of Political Philosophy дійсно публікував матеріали про расові питання з початку руху Black Lives Matter і також представляв "філософів кольору". Справжньою факт є те, що Чандран Кукатас, який є "філософом кольору", є співзасновником журналу.   Редакція принесла офіційні вибачення, пообіцяла додати принаймні двох афроамериканських вчених до редакційної колегії та зобов’язалася шукати більше робіт, написаних небілими вченими. 
У квітні 2023 року видавець Wiley-Blackwell звільнив Роберта Гудіна з посади редактора журналу, посилаючись на проблеми з «комунікацією». У відповідь на це заступники редакторів Саллі Хасленгер, Філіп Петтіт, Енн Філліпс і Амія Срінівасан, а також члени редакційної ради Кваме Ентоні Аппіа, Джейн Менсбрідж, Джефф Макмехан і Анна Стілц подали у відставку зі своїх посад у журналі на знак протесту проти усунення Гудіна з посади редактора. . 

## Абстрагування та індексація
Журнал реферується та індексується за:
- EBSCOhost
- International Bibliography of the Social Sciences
- Scopus
- Sociological Abstracts

Відповідно до Journal Citation Reports, імпакт-фактор журналу 2015 року склав 1,044, що ставить його на 63 місце серед 163 журналів у категорії «Політична наука» та 24 місце серед 51 журналу в категорії «Етика». 

## Дивись також
- Список етичних журналів
- Список політологічних журналів

1. ↑  Goldhill, Olivia (27 травня 2017). Philosophers published a "Black Lives Matter" series written entirely by white professors. Quartz.
2. ↑  An Open Letter to the Editors of the Journal of Political Philosophy; or How Black Scholarship Matters, Too. politicalphilosopher.net (blog). 24 травня 2017.
3. ↑  Ani, Emmanuel (2014). On Traditional African Consensual Rationality. Journal of Political Philosophy. 22 (3): 342—365. doi:10.1111/jopp.12013.
4. ↑  Wingo, Ajume (2006). Joy in Living Together: Toward a Civic Appreciation of Laughter. Journal of Political Philosophy. 14 (2): 186—202. doi:10.1111/j.1467-9760.2006.00247.x.
5. ↑  Open Letter from the Editors of the Journal of Political Philosophy. politicalphilosopher.net (blog). 25 травня 2017.
6. ↑  Weinberg, Justin (27 квітня 2023). Wiley Removes Goodin as Editor of the Journal of Political Philosophy. Daily Nous. Процитовано 28 квітня 2023.
7. ↑  Journals Ranked by Impact: Political Science and Ethics. 2015 Journal Citation Reports. Web of Science (вид. Social Sciences). Thomson Reuters. 2016.

## Зовнішні посилання
- Офіційний сайт